# Ledina
Ledina je naselje v Občini Sevnica.